# Test transformacji limfocytów
Test transformacji limfocytów (LTT, z ang. lymphocyte transformation test) –  metoda stosowana w biologii molekularnej, która pozwala na określenie zdolności proliferacyjnej uprzednio aktywowanych limfocytów.

## Przebieg
Test polega na wykonaniu kolejno:
- pobrania krwi
- hodowli komórkowej na płytce
- dodania antygenu
- dodania innych substancji (interferon, glutamina, surowica autologiczna)
- sześciodniowej inkubacji
- dodania znakowanej radioaktywnie tymidyny
- pomiaru promieniowania

Wynik testu określany jest jako pozytywny, gdy poziom promieniowania dla hodowli w obecności antygenu dwukrotnie przewyższa poziom dla hodowli bez podania antygenu.

## Zastosowania
- wykrywanie alergii na typowe antygeny (np. składniki pożywienia lub antybiotyki) oraz zapaleń skóry wywołanych kontaktem z haptenami, (np. niektórymi lekami, metalami ciężkimi, substancjami chemicznymi, rozpuszczalnikami)
- wykrywanie bakterii, np. powodującymi boreliozę
- sprawdzanie zgodności tkankowej